# Amphicrossa hemadelpha
Amphicrossa hemadelpha là một loài bướm đêm trong họ Geometridae.